# مارتین مارکولتا
مارتین مارکولتا (انگلیسی: Martín Marculeta; ۲۴ سپتامبر ۱۹۰۷ – ۱۹ نوامبر ۱۹۸۴) بازیکن فوتبال اهل اسپانیا بود.
از باشگاه‌هایی که در آن بازی کرده‌است می‌توان به باشگاه فوتبال رئال سوسیداد و باشگاه فوتبال اتلتیکو مادرید اشاره کرد.
وی همچنین در تیم ملی فوتبال اسپانیا بازی کرده‌است.

## دوران حرفه‌ای
او در سان سباستیان،  به دنیا آمد و فوتبال جوانان را با تیم محلی آماایکاک موتیلاک آغاز کرد. در سال ۱۹۲۴، او به رئال سوسیداد پیوست و به مدت ده فصل در این تیم بازی کرد. او در باخت حماسی فینال کوپا دل ری ۱۹۲۸ به بارسلونا که نیاز به دو بار تکرار داشت، نقش داشت.